# روك هيل (نيويورك)
روك هيل (بالإنجليزية: Rock Hill CDP, New York)‏ هي منطقة سكنية تقع بولاية نيويورك في الولايات المتحدة. تبلغ مساحتها 12.0 كم2، وترتفع عن سطح البحر 420 م، بلغ عدد سكانها 1,742 نسمة في عام 2010 حسب إحصاء مكتب تعداد الولايات المتحدة وتصل الكثافة السكانية فيها 145.2 نسمة لكل كيلومتر مربع (376.1/ميل2).

## التركيبة السكانية
حدّد مكتب تعداد الولايات المتحدة بيانات التركيبة السكانية لروك هيل في تعداد الولايات المتحدة. في ما يلي، التركيبة السكانية حسب تعدادي 2000 و2010.

### تعداد عام 2000
بلغ عدد سكان روك هيل 1,056 نسمة بحسب تعداد عام 2000، وبلغ عدد الأسر 439 أسرة وعدد العائلات 304 عائلة مقيمة في المنطقة السكنية. في حين سجلت الكثافة السكانية 88 نسمة لكل كيلومتر مربع (227.9/ميل2). وبلغ عدد الوحدات السكنية 1,023 وحدة بمتوسط كثافة قدره 85.2 لكل كيلومتر مربع (220.7/ميل2).
وتوزع التركيب العرقي للمنطقة السكنية بنسبة 95.17% من البيض و0.38% من الأمريكيين الأفارقة و0.09% من الأمريكيين الأصليين و2.18% من الأمريكيين ذوي الأصول الآسيوية و1.04% من الأعراق الأخرى و1.14% من عرقين مختلطين أو أكثر و3.60% من الهسبانيون أو اللاتينيون من أي عرق.
بلغ عدد الأسر 439 أسرة كانت نسبة 28.5% منها لديها أطفال تحت سن الثامنة عشر تعيش معهم، وبلغت نسبة الأزواج القاطنين مع بعضهم البعض 59.9% من أصل المجموع الكلي للأسر، ونسبة 5.7% من الأسر كان لديها معيلات من الإناث دون وجود شريك،  بينما كانت نسبة 3.6% من الأسر لديها معيلون من الذكور دون وجود شريكة وكانت نسبة 30.8% من غير العائلات. تألفت نسبة 24.8% من أصل جميع الأسر من عدة أفراد يعيشون في نفس المنزل ونسبة 9.1% كانت تتألف من شخص يعيش بمفرده يبلغ من العمر 65 عاماً أو أكثر. وبلغ متوسط حجم الأسرة المعيشية 2.41، أما متوسط حجم العائلات فبلغ 2.88.
بلغ العمر الوسطي للسكان 43.0 عاماً. وكانت نسبة 23.1% من القاطنين تحت سن الثامنة عشر، وكانت نسبة 4.5% بين الثامنة عشر والرابعة والعشرين عاماً، ونسبة 25.2% كانت واقعةً في الفئة العمرية ما بين الخامسة والعشرين والرابعة والأربعين عاماً، ونسبة 28.2% كانت ما بين الخامسة والأربعين والرابعة والستين، ونسبة 18.9% كانت ضمن فئة الخامسة والستين عاماً فما فوق. يوجد لكل 100 أنثى 95.6 ذكر، ويوجد لكل 100 أنثى في الثامنة عشر من عمرها فما فوق 93.3 ذكر.
بلغ متوسط دخل الأسرة في المنطقة السكنية 50,833 دولارًا، أما متوسط دخل العائلة فبلغ 53,708 دولارًا. وكان متوسط دخل الذكور 45,417 دولارًا مقابل 30,625 دولارًا للإناث. وسجل دخل الفرد الخاص بالمنطقة السكنية 24,602 دولارًا. وكانت نسبة 3.1% من العائلات ونسبة 4% من السكان تحت خط الفقر، وكان من هؤلاء نسبة 0% تحت سن الثامنة عشر ونسبة 0% في الخامسة والستين من العمر وما فوق.

### تعداد عام 2010
بلغ عدد سكان روك هيل 1,742 نسمة بحسب تعداد عام 2010، وبلغ عدد الأسر 688 أسرة وعدد العائلات 505 عائلة مقيمة في المنطقة السكنية. في حين سجلت الكثافة السكانية 145.2 نسمة لكل كيلومتر مربع (376.1/ميل2). وبلغ عدد الوحدات السكنية 1,258 وحدة بمتوسط كثافة قدره 104.8 لكل كيلومتر مربع (271.4/ميل2).
وتوزع التركيب العرقي للمنطقة السكنية بنسبة 81.11% من البيض و9.41% من الأمريكيين الأفارقة و0.46% من الأمريكيين الأصليين و4.94% من الأمريكيين ذوي الأصول الآسيوية و2.12% من الأعراق الأخرى و1.95% من عرقين مختلطين أو أكثر و12.40% من الهسبانيون أو اللاتينيون من أي عرق.
بلغ عدد الأسر 688 أسرة كانت نسبة 34.9% منها لديها أطفال تحت سن الثامنة عشر تعيش معهم، وبلغت نسبة الأزواج القاطنين مع بعضهم البعض 59% من أصل المجموع الكلي للأسر، ونسبة 10.3% من الأسر كان لديها معيلات من الإناث دون وجود شريك،  بينما كانت نسبة 4.1% من الأسر لديها معيلون من الذكور دون وجود شريكة وكانت نسبة 26.6% من غير العائلات. تألفت نسبة 21.7% من أصل جميع الأسر من عدة أفراد يعيشون في نفس المنزل ونسبة 8.7% كانت تتألف من شخص يعيش بمفرده يبلغ من العمر 65 عاماً أو أكثر. وبلغ متوسط حجم الأسرة المعيشية 2.53، أما متوسط حجم العائلات فبلغ 2.95.
بلغ العمر الوسطي للسكان 43.0 عاماً. وكانت نسبة 23.9% من القاطنين تحت سن الثامنة عشر، وكانت نسبة 4.8% بين الثامنة عشر والرابعة والعشرين عاماً، ونسبة 24.5% كانت واقعةً في الفئة العمرية ما بين الخامسة والعشرين والرابعة والأربعين عاماً، ونسبة 31.1% كانت ما بين الخامسة والأربعين والرابعة والستين، ونسبة 15.7% كانت ضمن فئة الخامسة والستين عاماً فما فوق. وتوزع التركيب الجنسي للسكان بنسبة 49.4% ذكور و50.6% إناث.